# Vostochni (Tijoretsk, Krasnodar)
Vostochni (del ruso: Восточный) es un posiólok del raión de Tijoretsk del krai de Krasnodar, en Rusia. Está situado en las llanuras de Kubán-Priazov, en la cabecera del arroyo Kozlova, afluente del Tijonkaya, que es tributario del Chelbas, 3 km al sudeste de Tijoretsk y 124 km al nordeste de Krasnodar, la capital del krai. Tenía 987 habitantes en 2010
Pertenece al municipio Parkovskoye.

## Transporte
Por la localidad pasa la carretera federal M29 Cáucaso Pávlovskaya-frontera azerí.